# نهب نقوطرة (1122)
نهب نقوطرة أو حملة المرابطين ضد نقوطرة عبارة عن غارة بحرية نفذها أسطول المرابطين في عام 1122 ضد ساحل كالابريا، وبشكل أكثر دقة ضد مدينة نقوطرة، التي كانت تحت السيطرة النورمانية، من أجل تقديم الدعم للزيريين في المهدية.

## الخلفية
في سياق الحرب الزيرية القابسية، و نظرا للعلاقات بين كونتية صقلية وأمير قابس رافع بن مكي، قررت صقلية تلبية طلب المساعدة والقدوم لدعم قابس التي كانت تتعرض لتهديد من علي بن يحيى أمير المهدية.
في يناير 1118، تدخل النورمان بأربع وعشرين سفينة حربية واشتبك الفريقان في قابس. انتصر علي بن يحيى على رافع في نهاية الحرب، وغضب من الدعم النورماني، فأمر بشن هجوم على جميع السفن الصقلية في البحر الأبيض المتوسط. رد النورمان وأرسلوا سربًا إلى ساحل إفريقية، واستولوا على بعض سفن الباديسيين، فطلب علي بن يحيى دعم المرابطين المسلمين، حكام الأندلس والمغرب، لمساعدته في مواجهة الغارات النورمانية. توفي أمير الزيريين علي بعد ذلك بوقت قصير.

## النهب و العواقب
في 11 مارس 1122، وبأمر من الأمير علي بن يوسف، شن أسطول المرابطين بقيادة محمد بن ميمون غارة على منطقة كالابريا، ونهبت الساحل بأكمله، واستولى على نقوطرة، حيث قتل المغاربة العديد من الناس، وأسروا السكان.
اقتنع روجر الأول ملك صقلية بأن آل باديس هم من يقفون وراء هذا الهجوم، فجهز أسطولاً ضخماً وشن هجوماً على إفريقية للانتقام من الغارة. لكن الحملة باءت بالفشل، واضطر النورمان إلى الانسحاب بعد حصار دام ستة عشر يوماً للمهدية.